# Франкел, Луи
 Луи Шарль Хенри Франкел (нидерл. Louis Charles Henri Fraenkel; 18 августа 1918, Слотен — 29 мая 2006, Эфде), также известный как Лус Франкел (нидерл. Loes Fraenkel) — нидерландский футболист, игравший на позициях крайнего и центрального нападающего, выступал за команды «Аякс», ХБС и АФК.

## Спортивная карьера
В возрасте восемнадцати лет Луи Франкел попал в основной состав амстердамского «Аякса», ранее он выступал за молодёжную команду. В чемпионате Нидерландов дебютировал 20 декабря 1936 года в матче против ДФК, сыграв на позиции левого крайнего нападающего — на стадионе «Де Мер» его команда уступила гостям с минимальным счётом 0:1. В следующем сезоне Луи продолжил выступать за резерв «Аякса», в мае 1938 года он сыграл за молодёжный состав на турнире в Ког ан де Зане, а в июле отметился голом за первую команду в товарищеском матче с ДОС.
В сезоне 1938/39 нападающий получал больше игрового времени, сыграв в 7 матчах чемпионата Нидерландов. За четыре года Франкел принял участие в 9 матчах первенства страны. Последнюю игру за «красно-белых» в рамках чемпионата страны он провёл 26 мая 1940 года против «Харлема».
В августе 1940 года Луи перешёл в клуб ХБС из Гааги. На тот момент вице-президентом клуба являлся его дядя Зигфрид Джордж Фредерик, младший брат отца. В составе клуба Франкел дебютировал 6 октября в матче с «Блау-Вит». Позже выступал за амстердамский АФК.

## Личная жизнь
Луи родился в августе 1918 года в деревне Слотен. Отец — Йоханнес Корнелис Франкел, был родом из Кедири, мать — Хенриэтте Бернардине Леонардине Дётсманн, родилась в Ньивер-Амстеле. Помимо него, в семье было ещё четверо детей: сын и трое дочерей. Глава семейства был журналистом, работал в газете «De Telegraaf», где со временем стал главным редактором.
Был женат дважды. В первый раз женился в возрасте двадцати семи лет — его супругой стала 28-летняя Адриана Йоханна Энгелман, уроженка Утрехта. Их брак был зарегистрирован 17 октября 1945 года в Амстердаме. В браке родилось четверо детей: дочери Флора и Каролин, сыновья Беренд и Йорис. В марте 1969 года супруги развелись. Его старший сын Беренд вступил в АФК в 1961 году, играл за юношескую и молодёжную команду. Во второй раз Луи женился в феврале 1973 года, его супругой стала 49-летняя Леонарда Агнес Мария Бернадетте ван Схаде зю Золвег, уроженка Амстердама.
Умер 29 мая 2006 года в деревни Эфде в возрасте 87 лет. Церемония кремации состоялась 3 июня на территории кладбища Де Ньиве Остер.